# Port lotniczy Mount Gambier
Port lotniczy Mount Gambier (IATA: MGB, ICAO: YMTB) – port lotniczy położony w Mount Gambier, w stanie Australia Południowa, w Australii.